# Edinburská fotografická společnost
Edinburská fotografická společnost (anglicky Edinburgh Photographic Society) je fotografická společnost se sídlem v Edinburghu ve Skotsku, která vznikla v roce 1861. Společnost každoročně uděluje medaile vynikajícím fotografům.

## Historie
Začalo to v malé zadní místnosti na 81 South Bridge v rivalitě s formálnější Skotskou fotografickou společností (Photographic Society of Scotland).
V prvním roce se pravidelná setkání konala na adrese Queen Street Hall (Queen Street č.p. 6), než se přesunula do National Bible Society Halls na adresu St Andrew Square č.p. 5. Teprve v roce 1892 získali vlastní prostory na adrese North Castle Street č.p. 38.

## Pozoruhodní členové
- James David Marwick, první prezident Společnosti
- J. Traill Taylor, později redaktor British Journal of Photography
- John Ramsay L'Amy FRSE[5]
- James Valentine
- George Henry Slight
- David Drummond

Čestnými členy byli Fox Talbot, Sir David Brewster, Lyon Playfair, Piazzi Smyth a George Shadbolt.